# Penghu 1
Penghu 1 és un maxil·lar inferior fòssil pertanyent a una espècie extinta d'hominí del gènere Homo que visqué a Taiwan durant el Plistocè mitjà-superior. La classificació exacta del fòssil és objecte de controvèrsia. Hi ha investigadors que l'assignen a una nova espècie, Homo tsaichangensis i d'altres que el relacionen amb H. erectus, una forma arcaica d'H. sapiens o un hominí de Deníssova.

## Història i descobriment
El fòssil fou trobat en algun moment anterior al 2008 per pescadors que treballaven al canal de les Penghu, entre les illes Penghu i l'illa de Taiwan, i adquirit per Kun-Yu Tsai, un ciutadà de Tainan. El fòssil fou descobert entre 60 i 120 metres sota de la superfície de l'aigua i a uns 25 quilòmetres de la costa occidental de Taiwan, en una àrea que havia format part de l'illa gran en el passat. La pujada del nivell del mar des de l'última edat glacial submergí l'àrea en la qual trobaren el fòssil. Tsai donà el fòssil al Museu Nacional de Ciència Natural. El 2017, un equip internacional de científics japonesos, taiwanesos i australians descrigueren la troballa.
El museu encara conserva Penghu 1 a les seves instal·lacions de Taichung.
Els mètodes estratigràfics han servit per datar-lo a fa menys de 450.000 anys, basant-se en les baixades del nivell del mar 130.000-190.000 anys enrere i 70.000-100.000 anys enrere.

## Morfologia
El fòssil consisteix en un maxil·lar inferior dret gairebé complet amb quatre dents, incloent-hi dents molars i premolars desgastades. Té un índex de robustesa alt, un torus lateral robust i les molars grosses. La reconstrucció en 3D revelà que tenia una gran amplada bicondilar. Aquests caràcters ajuden a confirmar que el fòssil data del Plistocè mitjà-superior. Els alvèols de les quatre dents incisives i la canina dreta també s'han conservat i demostren la seva gran llargada. L'espècimen fou assignat al gènere Homo basant-se en la seva morfologia mandibular i dental. El maxil·lar inferior exhibeix una superfície anterior enfonsada i manca de mentó pronunciat, cosa que ajuda a distingir-lo de l'espècie Homo sapiens. Tanmateix, el fòssil presenta caràcters derivats semblants als de l'H. habilis primerenc, incloent-hi la curtedat i amplada del maxil·lar. Aquests caràcters i d'altres, com ara l'agènesi de la tercera molar superior, són proves suficients per classificar l'espècimen en el si del gènere Homo.

## Classificació
Tot i que el gènere de Penghu 1 ha estat àmpliament acceptat, hi ha molt de debat sobre l'espècie a la qual pertany. El maxil·lar inferior de Penghu 1 ha estat descrit com a especialment similar als fòssils d'H. erectus trobats a Hexian, amb el qual comparteix trets com la mida de les corones, la prominència mandibular i la robustesa en general. Com a resultat d'aquestes semblances i la seva presència tardana a l'Àsia oriental, els autors de "The first Archaic Homo of Taiwan" proposaren diversos models per explicar-ne l'existència. Els caràcters compartits dels maxil·lars inferiors podien ser deguts a la conservació de característiques primitives dels primers H. erectus asiàtics, una migració d'Homo dotats de mandíbules robustes des d'Àfrica, la seva inclusió en l'espècie H. heidelbergensis o una forma adaptada d'H. erectus. Tanmateix, l'escassetat de material fa que no hi hagi consens sobre la seva filiació específica i les seves relacions taxonòmiques. Un dels autors, Yousuke Kaifu, avisà que calen més parts de l'esquelet per poder identificar-ne l'espècie, però el paleontòleg Mark McMenamin adduí que els caràcters dentals únics de la mandíbula eren suficients per erigir una espècie a part, que anomenà Homo tsaichangensis. McMenamin compara Penghu 1 amb els fragments de mandíbula de gigantopitec trobats a Semedo, un llogaret de Java Central, tot insistint que la seva relació és un cas d'evolució convergent. Es refereix a aquests fragments com a Gigantopithecus cf. G. blacki i explica que aquest gènere antany es considerava similar a Homo i Australopithecus fins que fou reconegut com un pòngid gegant.
Gigantopithecus cf. G. blacki i Homo tsaichangensis tenen una morfologia dental semblant, cosa que fa pensar que menjaven coses similars i que tenien una distribució no gaire diferent. Els descobriments de Gigantopithecus cf. G. blacki i H. tsaichangensis també revelaren que tots dos habitaven la província biogeogràfica de Tegal-Penghu, fa uns 250.000 anys. McMenamin arribà a la conclusió que, com que vivien a la mateixa província i tenien accés a les mateixes fonts d'aliment, tots dos havien d'adaptar-se a una dieta rica en bambú i la vegetació adjacent per sobreviure. McMenamin està d'acord amb una explicació potencial plantejada per Chang, que l'espècimen Penghu 1 correspon a un hominí que evolucionà d'un H. erectus de mandíbula delicada per adaptar-se al seu medi, cosa que justificaria la seva classificació com una espècie a part, H. tsaichangensis. Els antropòlegs xinesos Xinzhi Wu i Haowen Tong no n'estan convençuts, ans assignen el maxil·lar inferior de manera provisional a un humà arcaic, tot deixant oberta la possibilitat d'elevar-lo a la categoria d'espècie si es troben més fòssils que ho justifiquin. Lelo Suvad acceptà la validesa de la nova espècie en un article publicat el 2015.
El 2019, Chen Fahu i un grup de coautors publicaren un article en el qual exposaven les seves sospites que el maxil·lar inferior Penghu 1 pertanyia a un hominí de Deníssova. La comparació amb la mandíbula de Xiahe, corresponent a un hominí de Deníssova, dona suport a aquesta hipòtesi. La mandíbula de Xiahe fou descoberta a l'altiplà del Tibet i data de fa uns 160.000 anys. L'espècimen de Xiahe té una morfologia dental semblant a la de Penghu 1. Comparteixen quatre caràcters destacats: l'amplada mesiodistal de la segona molar superior, l'agènesi de la tercera molar superior, l'estructura de l'arrel de la segona molar superior, que també es dona en les poblacions asiàtiques modernes, i la presència d'una «arrel de Tomes» a la tercera premolar superior, poc habitual en altres hominins fòssils.